# Aligarh
Aligarh är den administrativa huvudorten för distriktet med samma namn i den indiska delstaten Uttar Pradesh. Folkmängden uppgick till 874 408 invånare vid folkräkningen 2011, med förorter 911 223 invånare. Staden ligger cirka 16 mil från Delhi och är känd för sitt universitet. Aligarh ligger på en slätt mellan Ganges och Yamuna och grundades på 1100-talet. Staden var känd som Kol eller Koil fram till 1775, för att därefter gå under namnet Ramgarh under en kort period. Stadens omgivande tehsil (en kommunliknande administrativ enhet) heter fortfarande Koil. Aligarh intogs av britterna 1803.
I staden ligger universitetet Aligarh Muslim University.